# Schafhof (Elmstein)
Der Schafhof ist ein Ortsteil der im rheinland-pfälzischen Landkreis Bad Dürkheim gelegenen Ortsgemeinde Elmstein. 

## Lage
Er befindet sich wenige hundert Meter südlich des Hauptortes der Gemeinde und ist nahezu komplett von Wald umgeben.

## Geschichte
Im Jahr 1769 erschien der Ort erstmals als Schäferei auf der Landkarte. In den Wirren im Zuge der Französischen Revolution ging er im Jahr 1793 zunächst unter. Erst ab 1930 wurde er wieder neu besiedelt.

## Verkehr
Der Schafhof ist über die Kreisstraße 21, die zum Elmsteiner Kernort führt, mit dem Straßennetz verbunden.